# Oprava

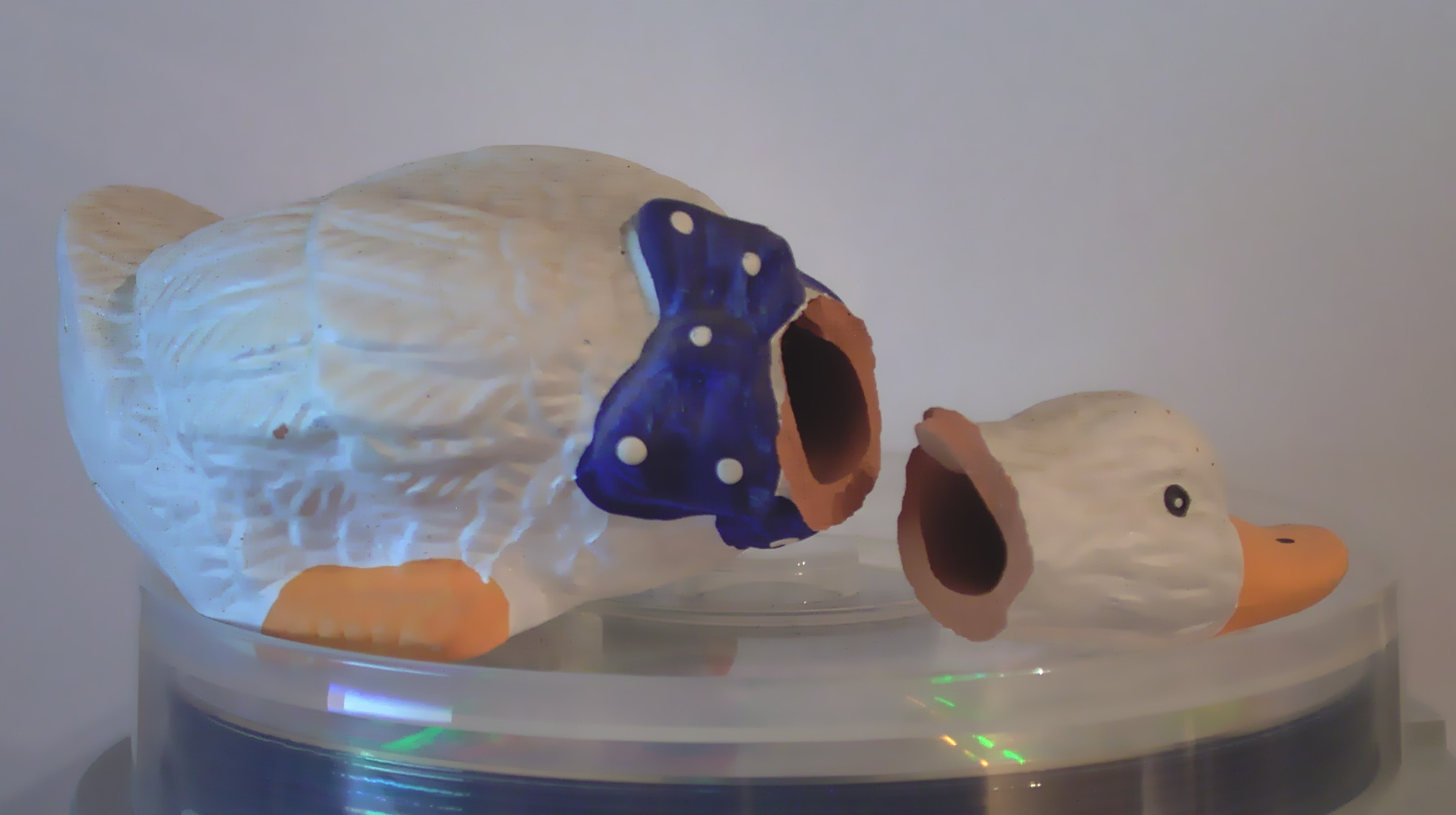
Poškozený předmět před opravou

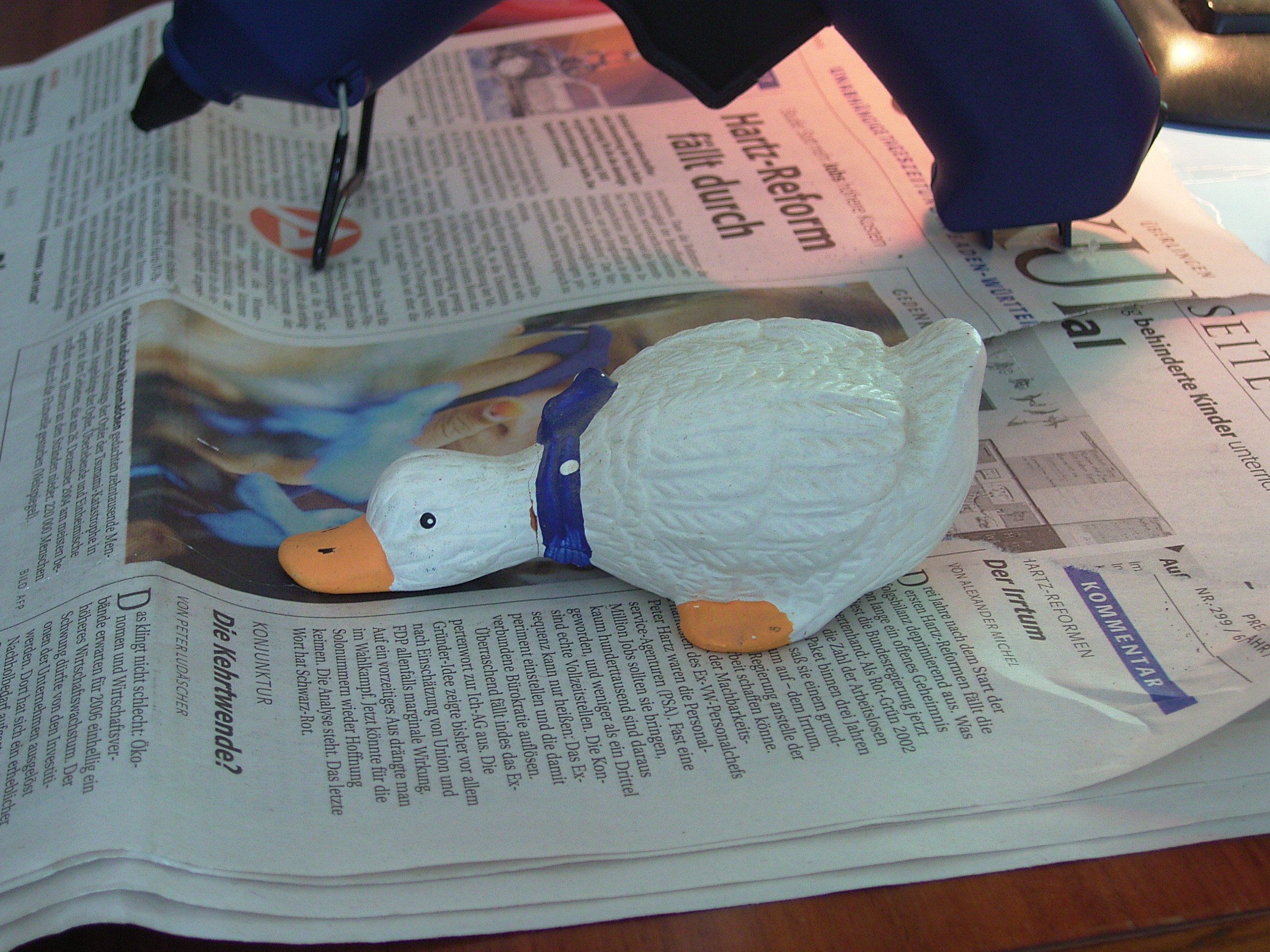
Opravený předmět

Oprava je technologický postup či soubor úkonů, jimiž se opotřebovaná nebo jinak poškozená věc vrátí do původního, resp. použitelného stavu.
Oprava může spočívat například ve výměně poškozených součástí, v přidání nových součástí nebo v obnovení správného uspořádání součástí (opětovnou montáží, slepením, svařením apod.).
Člověk zabývající se opravami bývá označován odvozeným slovem opravář, místo kde se opravy systematicky provádí opravárna, opravářská dílna, případně opravárenský závod.

## Neopravitelné výrobky
Moderní výrobky jsou pro svou složitost či záměrnou konstrukci neopravitelné. Z důvodu snížení odpadu a emisí zavádí EU právo na opravu. U automobilů je opravitelnost komplikována i nepřístupností k datům.

## Přenesený význam
V hovorové řeči slovo někdy užíváme i v přenesených významech - například ve sportu, kdy je takto nazývána kupř. opravná jízda ve veslování, ale může se jednat třeba i o opravnou zkoušku ve škole apod.